# Megumi Eto
Megumi Eto (江藤 惠 Etō Megumi) is een fictief persoon uit de film Battle Royale. Ze werd gespeeld door actrice Sayaka Ikeda. In de manga wordt haar naam aangeduid als Megumi Etou.

## Voor Battle Royale
Ze was een derdeklasser van de fictieve Shiroiwa Junior High School. In het boek is ze goed bevriend met Kaori Minami en Mizuho Inada. In de film is Noriko Nakagawa haar hartsvriendin. In het boek en in de manga werd ze zo nu en dan gepest door Hirono Shimizu. Zo liet Hirono in het tweede jaar Megumi vaak struikelen en maakte ze haar kleding kapot met een mes. In het derde jaar verloor ze echter haar interesse. Wanneer Megumi een confrontatie krijgt met Mitsuko Souma in de film, die bevriend was met Hirono, vertelt Megumi dat ze Mitsuko's bende niet mocht maar dat ze Mitsuko wel mocht. Het is niet bekend of ze dit meende of dat ze dit zei omdat ze voor haar leven vreesde.
In het boek en in de manga wordt verteld dat Megumi verliefd is op Shuya Nanahara. Echter, in de film betrapt Mitsuko Megumi erop dat ze kijkt naar foto's van Shinji Mimura. Wanneer ze vraagt of ze hem leuk vindt, begint ze te blozen.
In het boek en in de manga krijgt Megumi een mobiele telefoon mee van haar ouders op de reis voor het geval er wat gebeurt. Megumi houdt er overigens ook van foto's te maken met haar polaroid camera. Met die camera maakte ze de foto's van Shinji en ze maakte ook een foto van Shuya, Noriko en Yoshitoki Kuninobu.

## Battle Royale

### Boek & Manga
Nadat Megumi de school verlaat, verstopt ze zich in een van de huizen. Hier deinst ze zich terug in de keuken. De leraar, Kitano, vertelt dat de telefoonlijnen dood zijn. Megumi probeert echter haar vader te bellen via de telefoon in het boek en in de manga. Ze krijgt een mannelijke stem te horen en begint te huilen om hulp. Echter, ze komt er snel echter dat het de stem is van de leraar.
Wanneer ze iemand het huis hoort binnenkomen, verstopt Megumi zich onder een tafel in de keuken. Ze is doodsbang wanneer ze ziet dat de student Mitsuko Souma is. Mitsuko, die ook de bijnaam Hardcore heeft, heeft een slechte reputatie en is bevriend met Hirono. Wanneer Mitsuko Megumi's telefoon ziet, betrapt ze niet veel later Megumi.
Mitsuko vertelt dat ze ook bang is en wil samenwerken met Megumi. Megumi is opgelucht en omhelst Mitsuko. Op dat moment snijdt Mitsuko haar keel door met een sikkel. Megumi komt er, vlak voordat ze sterft, achter dat Mitsuko heel de tijd acteerde en Megumi al de hele tijd wilde vermoorden.

### Film
In de film verstopt Megumi zich ook in een huis. Ze kijkt met haar zaklamp naar foto's van Shinji Mimura, wanneer Mitsuko Souma binnenkomt. Megumi wordt bang en pakt haar stroomstootwapen. Wanneer ze ziet dat het Mitsuko is, laat ze haar binnen.
Na een kort gesprek probeert Mitsuko haar te vermoorden. Wanneer ze Megumi in haar macht heeft, vertelt ze dat ze Yoji Kuramoto en Yoshimi Yahagi dood aantrof (ze pleegden zelfmoord). Mitsuko maakt duidelijk dat ze zelf niet zo wil spelen en snijdt haar keel door met een sikkel.
Megumi is het eerste slachtoffer van Mitsuko Souma. In de film lijkt ze nooit ruzie te hebben gehad met Hirono Shimizu, wanneer Hirono in de film wraak probeert te nemen op Mitsuko voor Megumi's dood.